# 神宝秀夫
神宝 秀夫（神寶 秀夫、しんぽう ひでお、1948年 - ）は、日本の西洋史学者、九州大学名誉教授。

## 略歴
岡山県生まれ。1977年東北大学大学院文学研究科博士課程満期退学、1993年「近世ドイツ絶対主義の構造」で博士（文学）。1978年東北学院大学助手、1979年講師、1981年助教授、1991年教授を経て、1996年九州大学文学部教授。2013年定年退官、名誉教授となる。ドイツ史、特に統治構造史・統治体制史が専門。

## 著書
- 『近世ドイツ絶対主義の構造』創文社 1994
- 『中・近世ドイツ都市の統治構造と変質 帝国自由都市から領邦都市へ』神寶秀夫 創文社 2010
- 『中・近世ドイツ統治構造史論』神寶秀夫  創文社 2013

## 論文
- <神寶秀夫